# Баркер, Джесс
Джесс Баркер (англ. Jess Barker), имя при рождении Джесси Томас Баркер (англ.  Jesse Thomas Barker; 4 июня 1912 — 8 августа 2000) — американский актёр театра, кино и телевидения 1930—1970-х годов.
За время своей кинокарьеры Баркер сыграл в 27 фильмах, среди которых «Тропинка одинокой сосны» (1936), «Девушка с обложки» (1944), «Улица греха» (1945), «Держите свой порох сухим» (1945), «Время их жизни» (1946), «Господство террора» (1949), «Сделай один ложный шаг» (1949), «Молочник» (1950), «Кафе на 101-й улице» (1955) и «Приходящий по ночам» (1964).
Вероятно, более всего Баркер известен своим браком и скандальным разводом с кинозвездой Сьюзен Хэйворд.

## Ранние годы и театральная карьера
Джесс Баркер родился 4 июня 1912 года в Гринвилле, Южная Каролина, США. В 1934 году Баркер дебютировал на Бродвее в спектакле «Очарование» (1934).
На высокого, красивого актёра обратил внимание кинопродюсер Уолтер Вангер, который подписал с ним контракт. Взяв имя Филип Баркер, он сыграл в своей первой картине, приключенческой мелодраме «Тропинка одинокой сосны» (1936), главные роли в которой исполнили Генри Фонда и Сильвия Сидни.
В том же году Баркер вернулся на Бродвей, чтобы сыграть в комедии «Вы не можете забрать это с собой» (1936—1938). Продолжив работать в театре, Баркер сыграл на Бродвее в комедиях «Цветы добродетели» (1942) и «Чудо / Эй, вы там» (1942).

## Карьера в кино
В 1943 году Баркер снова прибыл в Голливуд, сыграв важную роль в мелодраме военного времени «Девушка на правительственной службе» (1943) с Оливией де Хэвилленд в главной роли, а также главную роль инструктора военных лётчиков в романтической мелодраме с элементами экшна «Удачи, мистер Йейтс» (1943), где его партнёршей была Клэр Тревор. Год спустя Баркер сыграл роль второго плана в мюзикле с Ритой Хейворт «Девушка с обложки» (1944) и главную мужскую роль в мюзикле «Джем-сейшн» (1944) с Энн Миллер в главной роли. Он также сыграл главную мужскую роль в мелодраме военного времени «Она тоже солдат» (1944) с участием Бьюлы Бонди и Нины Фох. В 1945 году Баркер сыграл в пяти фильмах, в том числе в фильме нуар Фрица Ланга «Улица греха» (1945) с участием Эдварда Г. Робинсона и Джоан Беннетт, где у Баркера была важная роль художественного критика. Другими фильмами года были мелодрамам военного времени «Держите свой порох сухим» (1945) с участием Ланы Тёрнер и Лорейн Дэй и мелодрама с Мерл Оберон «Эта любовь — наша» (1945), где у Баркера были заметные роли второго плана. Среди трёх фильмов актёра в 1946 году наиболее заметным была комедия с участием Эбботта и Костелло «Время их жизни»(1946), где Баркер сыграл аристократического жениха Марджори Рейнольдс. Он также исполнил главные роли в двух второстепенных фильмах — музыкальной комедии «Девушка с идеями» (1946), где его партнёршей была Джули Бишоп, а также в музыкальном фильме нуар с Лоис Коллиер «Девушка на точке» (1946).
После двухлетнего перерыва в 1949 году Баркер появился в нуаровом триллере Энтони Манна о Великой французской революции «Господство террора» (1949). В этом фильме он сыграл одну из своих лучших ролей, представ в образе Сен-Жюста, жестокого сподвижника Робеспьера. Баркер также исполнил важную роль гангстера в фильме нуар с Уильямом Пауэллом и Шелли Уинтерс «Сделай один ложный шаг» (1949). После комедии «Молочник» (1950), где у Баркера была роль второго плана, в его кинокарьере наступил перерыв до 1953 года, когда он сыграл в комедии с Робертом Каммингсом «Женись на мне снова» (1953). В 1954 году Баркер сыграл одну из главных ролей в военной мелодраме «Эскадрилья „Стрекоза“» (1954). В 1955 году в нуарном шпионском триллере «Кафе на 101-й улице» (1955) Баркер исполнил роль контрразведчика, который работает под прикрытием под видом водителя грузовика. У него также была роль второго плана в малобюджетном вестерне «Ружьё из Кентукки» (1955). В 1956 году Баркер появился в ролях второго плана в двух малобюджетных картинах — фильме нуар «Три плохие сестры» (1956) и вестерне «Миротворец» (1956), после чего в его кинокарьере наступил перерыв до 1964 года.
В 1964 году Баркер сыграл значимую роль второго плана в фильме ужасов Уильяма Касла «Приходящий по ночам» (1964) с участием Роберта Тейлора и Барбары Стэнвик. Ещё через четыре года Баркер сыграл роль солдата (без указания в титрах) в военной мелодраме с Джоном Уэйном «Зелёные береты» (1968). Двумя последними фильмами Баркера стали криминальная комедия «Серфер Мерф» (1975), где он был охранником музея, и криминальный экшн «Внезапная смерть» (1977), где у него была роль второго плана.

## Карьера на телевидении
В период с 1951 по 1972 год Баркер также работал на телевидении, сыграв в 16 эпизодах 15 различных сериалов, среди которых «Отряд по борьбе в рэкетом» (1951), «Приключения Сокола» (1954), «Свистун» (1954), «Театр научной фантастики» (1955), «Миллионер» (1955), «Человек со значком» (1955), «Перри Мейсон» (1961—1965, 2 эпизода), «Адам — 12» (1972) и «О’Хара, Казначейство США» (1972).

## Личная жизнь
Как отмечено в биографии актёра на сайте AllMovie, «Баркер, пожалуй, наиболее известен как первый муж актрисы Сьюзен Хэйворд». Их брак продлился с 1944 по 1954 год, в 1945 году у них родились сыновья-близнецы Тимоти и Грегори. В 1954 году пара пережила горький и скандальный развод, в ходе которого опеку над детьми после длительной и ожесточенной борьбы в зале суда выиграла Сьюзен.
В 1955 году актриса Ивонн Даути (англ. Yvonne Doughty) вне брака родила от Баркера дочь Моргану Рут (англ.  Morgana Ruth).
Последние несколько лет своей жизни Баркер провел в многоквартирном доме в Северном Голливуде, Калифорния. Друзья, знавшие Баркера в последние годы его жизни, говорили, что у него по всем стенам квартиры были развешаны фотографии Сьюзен, её фотографии в рамках стояли на письменных столах и тумбочках, и он много раз говорил, что так и не смог смириться с разводом и хотел бы, чтобы этого никогда не случалось.

## Смерть
Джесс Баркер умер 8 августа 2000 года в Северном Голливуде, Калифорния, США, от цирроза печени. Ему было 88 лет.

## Фильмография
| Год       |    | Русское название                    | Оригинальное название             | Роль                                          |
| --------- | -- | ----------------------------------- | --------------------------------- | --------------------------------------------- |
| 1936      | ф  | Тропинка одинокой сосны             | The Trail of the Lonesome Pine    | Мерд Фалин (в титрах указан как Филип Баркер) |
| 1943      | ф  | Удачи, мистер Йейтс                 | Good Luck, Mr. Yates              | Оливер Б. Йейтс                               |
| 1943      | ф  | Девушка на правительственной службе | Government Girl                   | Дэна Макклюр                                  |
| 1944      | ф  | Девушка с обложки                   | Cover Girl                        | Джон Кудейр в молодости                       |
| 1944      | ф  | Джем-сейшн                          | Jam Session                       | Джордж Картер Хейвен                          |
| 1944      | ф  | Она тоже солдат                     | She's a Soldier Too               | доктор Билл Уайт                              |
| 1945      | ф  | Дэлтоны снова в седле               | The Daltons Ride Again            | Джефф Колтон                                  |
| 1945      | ф  | Держите свой порох сухим            | Keep Your Powder Dry              | младший Вандерхойзен                          |
| 1945      | ф  | Улица греха                         | Scarlet Street                    | Деймон Джейнуэй                               |
| 1945      | ф  | Синьорита с Запада                  | Senorita from the West            | Тим Уинтерс                                   |
| 1945      | ф  | Эта любовь — наша                   | This Love of Ours                 | Чедвик                                        |
| 1946      | ф  | Девушка на точке                    | Girl on the Spot                  | Рик Крейн                                     |
| 1946      | ф  | Девушка с идеями                    | Idea Girl                         | Ларри Брюстер                                 |
| 1946      | ф  | Время их жизни                      | The Time of Their Lives           | Томас Дэнбери                                 |
| 1949      | ф  | Господство террора                  | Reign of Terror                   | Сен-Жюст                                      |
| 1949      | ф  | Сделай один ложный шаг              | Take One False Step               | Арнольд Сайкс                                 |
| 1950      | ф  | Молочник                            | The Milkman                       | Джон Картер                                   |
| 1951      | с  | Отряд по борьбе с рэкетом           | Racket Squad                      | Джим Эдвардс (1 эпизод)                       |
| 1953      | ф  | Женись на мне снова                 | Marry Me Again                    | Дженкинс                                      |
| 1954      | ф  | Эскадрилья «Стрекоза»               | Dragonfly Squadron                | Диксон                                        |
| 1954      | тф | Революция юбок                      | Petticoat Revolution              |                                               |
| 1954      | с  | История Джо Палуки                  | The Joe Palooka Story             | Гарри Роджерс (1 эпизод)                      |
| 1954      | с  | Свистун                             | The Whistler                      | Ларри Шоу (1 эпизод)                          |
| 1954      | с  | Приключения Сокола                  | Adventures of the Falcon          | Сарин (1 эпизод)                              |
| 1954      | с  | Театр «Корона» с Глорией Свэнсон    | Crown Theatre with Gloria Swanson | (1 эпизод)                                    |
| 1955      | ф  | Кафе на 101-й улице                 | Shack Out on 101                  | Арти                                          |
| 1955      | ф  | Ружьё из Кентукки                   | Kentucky Rifle                    | Дэниел Фостер                                 |
| 1955      | с  | Человек со значком                  | The Man Behind the Badge          | капитан Осборн (1 эпизод)                     |
| 1955      | с  | Приключения Эллери Куинна           | The Adventures of Ellery Queen    | мистер Харви (1 эпизод)                       |
| 1955      | с  | Миллионер                           | The Millionaire                   | Феликс Ломбард (1 эпизод)                     |
| 1955      | с  | Театр научной фантастики            | Science Fiction Theatre           | доктор Джеффрис (1 эпизод)                    |
| 1956      | ф  | Миротворец                          | The Peacemaker                    | Эд Хелкомб                                    |
| 1956      | ф  | Три плохие сестры                   | Three Bad Sisters                 | Джордж Гёрни                                  |
| 1956      | с  | Дневной спектакль                   | Matinee Theatre                   | Чарльз (1 эпизод)                             |
| 1957      | с  | Молчаливая служба                   | The Silent Service                | капитан-лейтенант П. Е. Саммерс(1 эпизод)     |
| 1957      | с  | Капитан Дэвид Гриф                  | Captain David Grief               | Райт (1 эпизод)                               |
| 1961—1965 | с  | Перри Мейсон                        | Perry Mason                       | разные роли (2 эпизода)                       |
| 1964      | ф  | Приходящий по ночам                 | The Night Walker                  | Мэлоун                                        |
| 1968      | ф  | Зелёные береты                      | The Green Berets                  | солдат (в титрах не указан)                   |
| 1972      | с  | Адам-12                             | Adam-12                           | Пол Картер (1 эпизод)                         |
| 1972      | с  | О’Хара, Казначейство США            | O'Hara, U.S. Treasury             | Гарольд Стоунмен (1 эпизод)                   |
| 1975      | ф  | Серфер Мёрф                         | Murph the Surf                    | охранник музея                                |
| 1977      | ф  | Внезапная смерть                    | Sudden Death                      | Барнетт                                       |